# Халярты
Халярты (бур. Халяарта) — железнодорожный блокпост (населённый пункт) в Заларинском районе Иркутской области России. Входит в состав Заларинского муниципального образования.

## Этимология
Название населённого пункта происходит от бурятского халяар — черемша. Это растение произрастает в окрестностях населённого пункта в большом количестве.

## География
Населённый пункт находится на расстоянии примерно 9 км к северо-западу от рабочего посёлка Залари, административного центра района.

## Население
| 2002 | 2010 | 2011 | 2012 | 2013 | 2014 | 2015 |
| ---- | ---- | ---- | ---- | ---- | ---- | ---- |
| 29   | ↘11  | →11  | ↗13  | →13  | ↗14  | ↘12  |
| 2016 | 2017 | 2021 |      |      |      |      |
| ↗13  | ↗14  | ↘12  |      |      |      |      |

### Половой состав
По данным Всероссийской переписи, в 2010 году в населённом пункте проживало 11 человек (7 мужчин и 4 женщины).